# 심리적 가격 결정

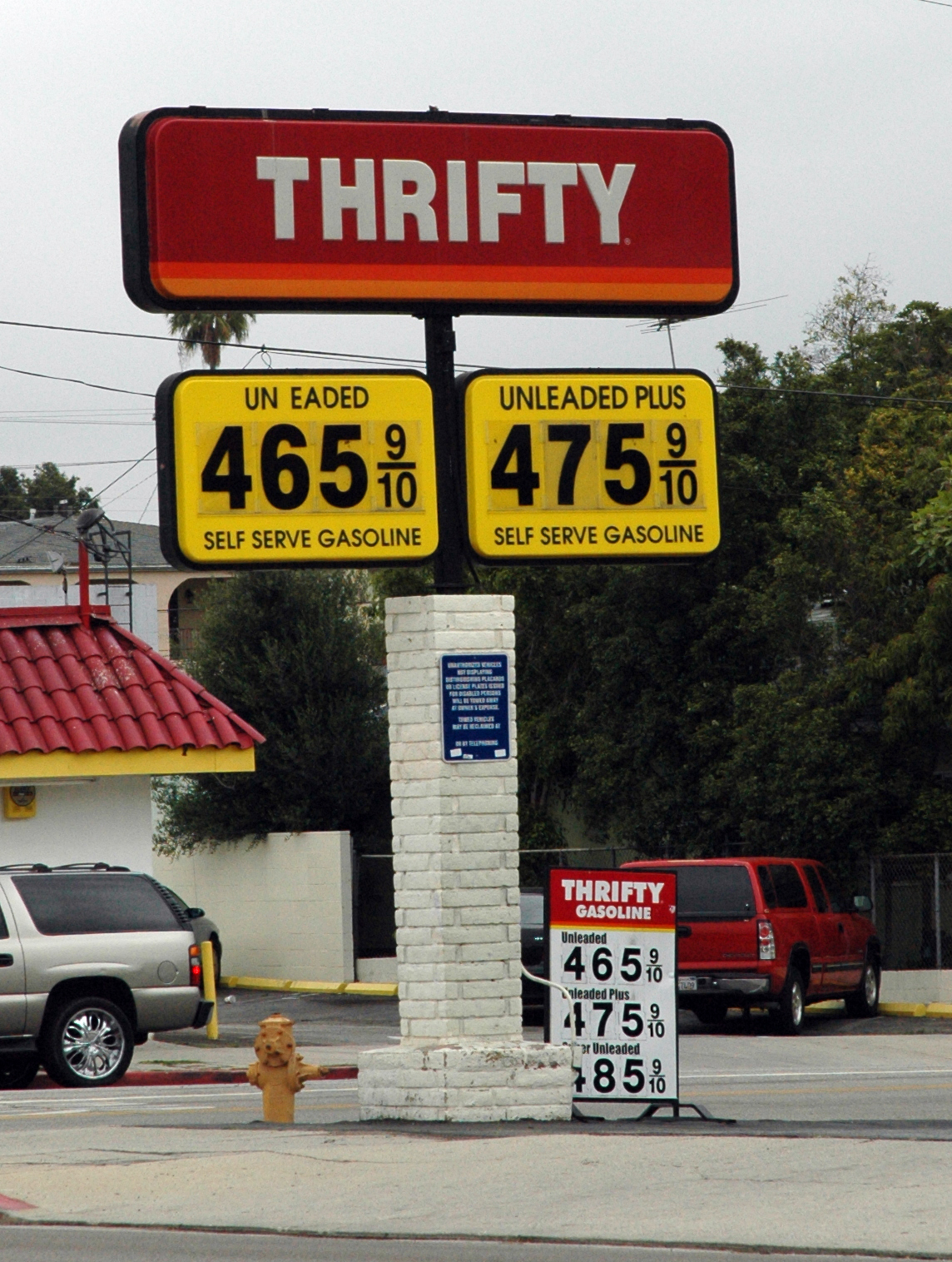

심리적 가격 결정 또는 심리적 가격 책정은 특정 가격이 심리적 영향을 미친다는 이론에 기초한 가격 책정 및 마케팅 전략이다. 이 가격 책정 방법에서 소매 가격은 종종 바로 아래 숫자로 표현된다. 즉, 어림수보다 약간 작은 숫자이다. $19.99 또는 £2.98. 소비자는 바로 아래 가격을 실제 가격보다 낮은 것으로 인식하여 다음으로 낮은 통화 단위로 반올림하는 경향이 있다는 증거가 있다. 따라서 1.99달러와 같은 가격은 2달러가 아닌 1달러를 지출하는 것과 어느 정도 연관될 수 있다. 이를 추진하는 이론은 이와 같은 가격 책정 관행이 소비자가 완벽하게 합리적일 때보다 더 많은 수요를 유발한다는 것이다. 심리적 가격 책정은 가격 포인트의 원인 중 하나이다.

## 같이 보기
- 가격 결정
- 마케팅 믹스
- 미시경제학